# Klüppel

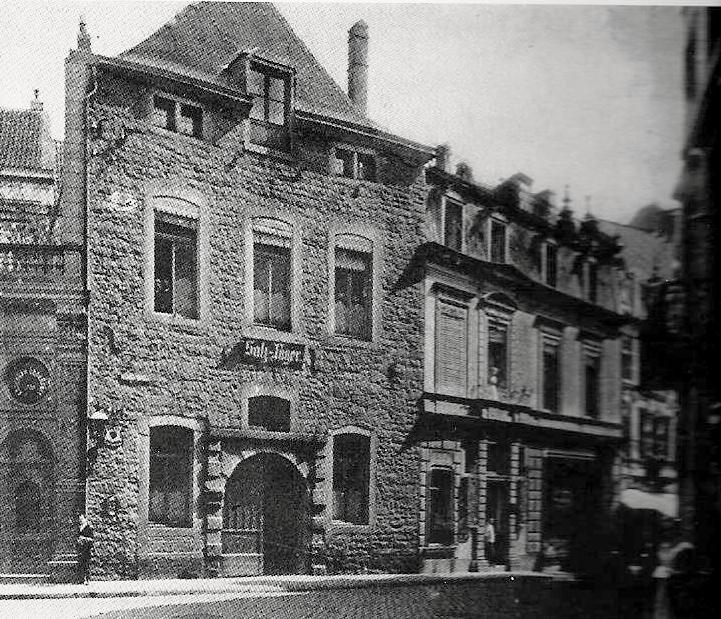
Großer (links) und Kleiner (rechts) Klüppel Aachen

Klüppel war die Bezeichnung eines historisch bedeutsamen Doppelhauses aus dem 14. oder 15. Jahrhundert und einem nach diesem Gebäude benannten Gasthaus aus dem 19. Jahrhundert in der Stadt Aachen. Der Klüppel war ursprünglich das Eckhaus der früheren Aldegundisstraße, der heutigen Ursulinerstraße, und der Edelstraße, auch Eselstraße oder Eyselsstraisse genannt, heute Buchkremerstraße. Es grenzte an der Edelstraße an das Haus Pfau und befand sich in relativer Nähe zum Aldegundistor an der inneren Stadtmauer, die an der Aldegundisstraße 23 anschloss. Der Klüppel war mehrmals neu auf-, um- und ausgebaut worden und diente als repräsentativer Wohnsitz, Gebetshaus, Waage, Gaststätte und Lagerhaus. Im Jahr 1934 ist der Gebäudekomplex endgültig aus bau- und verkehrstechnischen Gründen niedergerissen worden. Die Straßenecke füllt heute der Gebäudekomplex der Mayerschen Buchhandlung aus, wobei deren Seiteneingang in der Ursulinerstraße vergleichbar ist mit dem Hauseingang zum ehemaligen Klüppel.

## Geschichte
Der genaue Entstehungszeitraum des ursprünglichen Gebäudekomplexes ist nicht bekannt, erwiesen ist dagegen, dass ein gewisser Mathias (Thys) Klüppel (Clüppel) laut Grafschaftsbuch bis 1464 als Besitzer des Hauses Nummer 17 in der Adelgundisstraße urkundlich verzeichnet ist. Mathias Klüppel entstammte einer wohlhabenden und angesehenen Aachener Familie und es ist somit davon auszugehen, dass die Bezeichnung des Hauses sich nach dem Namen dieser Familie eingebürgert hat. Bereits wenige Jahre später gehörte das Haus zunächst dem Bierwirt Peter von dem Buschofstave und ab 1470 dem Rentmeister Johann von Guilich. Dieser erhielt im Jahre 1490 von dem  Jülicher Meier und Schwiegervater seiner Tochter, Johann Lentz, zusätzlich das Nachbarhaus Algundisstraße 19, woraufhin sein bisheriges Haus fortan der große Klüppel und das neu erworbene der kleine Klüppel genannt wurde. Beiden Häusern gemeinsam war ein durchgehender Tunnel, bei dem es sich aber eher um einen hinter den Häusern verlaufenden Wassergraben handeln kann, sowie einen durch eine Verbindungstür verbundenen durchgehenden Keller.
Bis 1537 verblieben nun der große und der kleine Klüppel in unterschiedlichen Konstellationen als Wohngebäude bei den jeweiligen Nachkommen oder Erbberechtigten der Familie von Guilich, wobei es allerdings öfters zu massiven Streitigkeiten zwischen den Verwandten kam, die nur gerichtlich gelöst werden konnten. Danach erwarb es der Stammvater der Familie Schleicher, bevor er beide Gebäude aufgrund seines aus religiösen Gründen bedingten Auszuges im Jahr 1584 nach Stolberg einem gewissen Anton Piller übertrug.

### Nutzung als Gebetshäuser
Zum Ende des 16. Jahrhunderts, als sich auf dem Höhepunkt der Aachener Religionsunruhen die reformierte Gemeinde in Aachen vorübergehend politisch durchsetzen konnte, ihre Mitglieder in den Stadtrat einzogen und nun auch eigene Gebetshäuser einrichteten, wurde 1588 auf Initiative des amtierenden Bürgermeisters Peter von Zevel der große Klüppel und 1597 der kleine Klüppel von den Reformierten übernommen.
Bereits mehrere Jahre zuvor war das Doppelhaus durch ihre letzten Besitzer, die allesamt dem neuen Glauben nahestanden, heimlich als Gebetsraum genutzt worden. Durch den starken Zuzug von überwiegend calvinistischen Gläubigen aus den Spanischen Niederlanden kam es jedoch zu einem Erstarken der hiesigen Gläubigen, die jetzt politisch und finanziell in der Lage waren, offiziell Häuser anzukaufen und als Gebetsräume einzurichten. Nach dem Ankauf des großen Klüppels, der als zentraler Gebetsraum der gesamten deutsch-reformierten Gemeinde Aachens diente, war der kleine Klüppel ab 1592 zunächst als Schulraum eingerichtet worden, bis er 1597 ebenfalls als Gebetsraum umfunktioniert wurde. Doch nur ein Jahr später übernahmen im Rat der Stadt Aachen die Katholiken wieder die Macht und die Reformierten wurden mittels kaiserlichem Dekret mit der Reichsacht belegt und die beiden Klüppel von der Stadt Aachen beschlagnahmt.
Um diese Zeit herum, aber noch vor 1600, muss laut historischen Aufzeichnungen der große Klüppel erstmals neu erbaut worden sein, wobei nicht ersichtlich ist, ob er durch die Unruhen in Mitleidenschaft gezogen oder einfach nur baufällig geworden war. Sicher ist, dass dieser Gebäudeteil für eine gewisse Zeit neuer Klüppel genannt wurde, sich aber alsbald wieder die traditionelle Bezeichnung großer Klüppel durchsetzte. Nochmals 1611 versuchten die verbliebenen Reformierten die Herausgabe der beiden Klüppel zu erreichen, aber letztendlich ebenso vergebens wie später in den Jahren 1622 bis 1633, als die Generalstaaten die Herausgabe nochmals forderten.

### Nutzung als Waage
Bereits zuvor hat die Stadt Aachen im Jahr 1608 den kleinen Klüppel dem Weber Jakob Moll, Sohn des vormaligen Aachener Bürgermeister Jakob Moll, und seiner Ehefrau Margarethe Braumann verkauft, der nun rund 150 Jahre im Besitz der Familie Moll blieb. Dagegen verblieb der große Klüppel im Besitz der Stadt, die dort Lager- und Arbeitsräume sowie die Wohnung für den Malzwaagdiener einrichtete. Bei dem großen Stadtbrand von Aachen im Jahr 1656 wurden beide Häuser schwer beschädigt, aber umgehend wieder nach alten Plänen neu aufgebaut. Anschließend wurde die Waage von ihrem bisherigen Standort am Hühnermarkt 17 in den großen Klüppel verlegt, der daraufhin nun als die Waag bezeichnet wurde. Hier blieb sie bis 1717 und zog dann in das Große Haus von Aachen in der Pontstraße um, das zwischenzeitlich von Laurenz Mefferdatis umgebaut worden war. Über die anschließende Nutzung des großen Klüppels gibt es bis zum Jahre 1816 keine genauen Aufzeichnungen. Lediglich die Bezeichnung Am Klüppel des nahen Eckhauses Aldegundisstraße/Holzgraben, in dem Jakob Couven bis zu seinem Tode gewohnt hatte, weist auf die weitere Existenz des Klüppels hin.

### Nutzung als Warenkontor und Gastwirtschaft

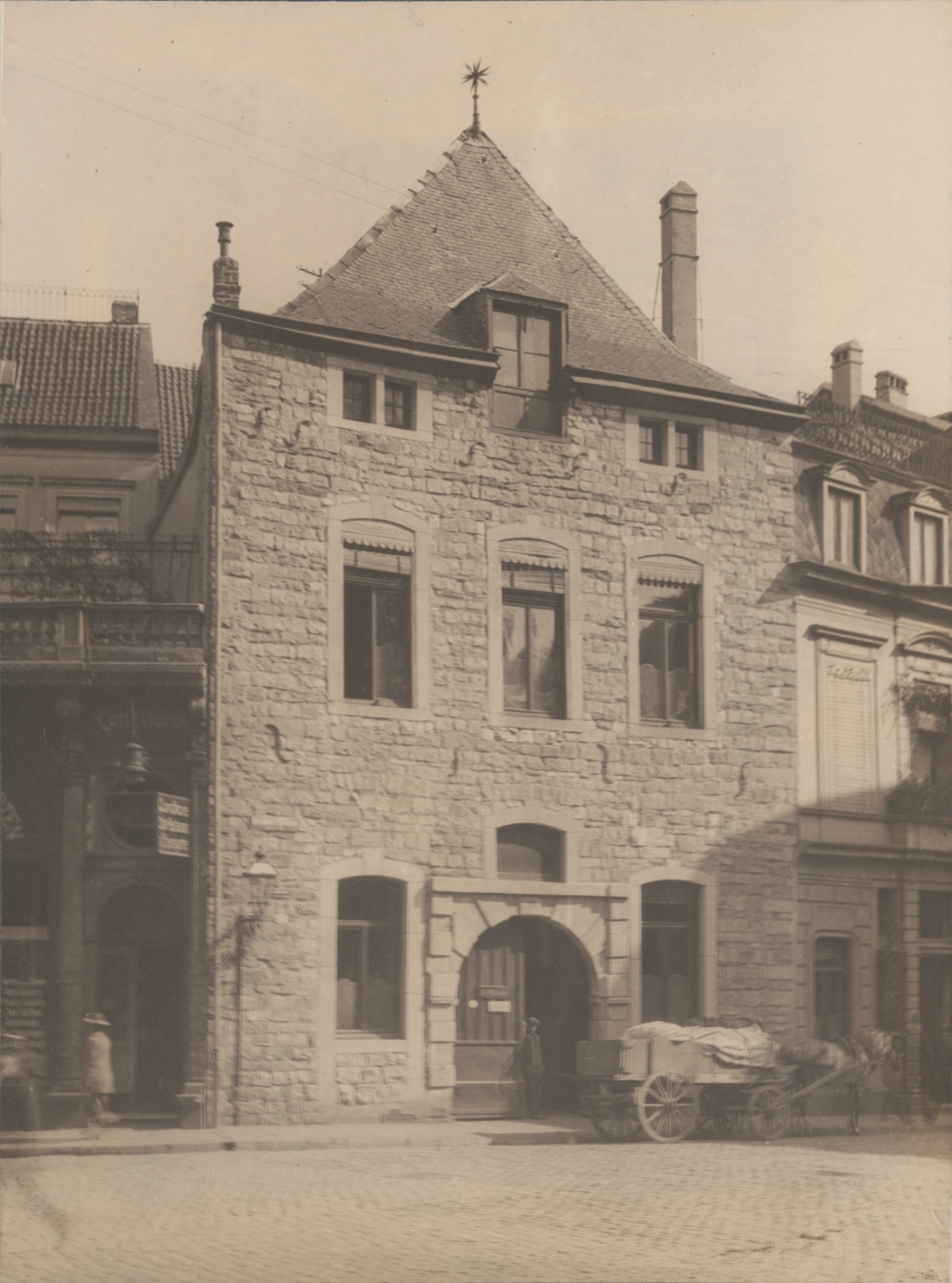
Großer Klüppel um 1915

Im Jahr 1806 erwarb der Weingastwirt Josef Giesen zunächst den kleinen und 1816 auch den großen Klüppel. Letzterer war wegen seiner Räumlichkeiten und der Größe ein begehrtes Objekt als Kontor und so verpachtete Giesen diesen unter anderem an den Tuchfabrikanten Joseph van Gülpen und den Wollhändler und späteren Minister David Hansemann. Im Jahr 1836 übernahm die Speditionsfirma Charlier & Trüpel – ab 1837 Charlier & Scheibler – den großen Klüppel und 1858 erwarb ihn Albert Offermann. Dieser betrieb hier eine Kaffee-Großrösterei, eine Kolonialwaren-, Öl- und Südfrüchte-Großhandlung und ein Salzlager. Im Jahr 1877 übertrug Albert Offermann den großen Klüppel seinem Sohn Emil.
Im kleinen Klüppel richtete Josef Giesen zwischenzeitlich eine Gastwirtschaft ein, die er der Umgebung entsprechend Klüppel nannte und die zu den ersten Lokalen Aachens gehörte, die eine Gasbeleuchtung erhielten. Der Klüppel war eine beliebte Restauration der gehobenen Klasse und wurde besonders während des Monarchenkongresses 1818 von zahlreichen Diplomaten und einflussreichen Familien aufgesucht. Bereits erwähnter Albert Offermann zeigte aber Interesse, auch den kleinen Klüppel für seine privaten Zwecke übernehmen zu wollen, mietete ihn deshalb 1837 zunächst an und erwarb ihn schließlich im Jahr 1865.
Josef Giesen zog daraufhin mit seinem Weinlokal in die Nachbarhäuser Aldegundisstraße 21 und 23, welche unmittelbar an die innere Stadtmauer angrenzten und nannte diese Lokal unter Beibehaltung des Traditionsnamens nun Zum Neuen Klüppel. Hier fand unter anderem im Jahr 1859 die Gründungsversammlung des Neuen Aachener Carnevalsvereins statt. Als 1891 die Stadtmauer und einige daran anstoßende Häuser, darunter auch die Häuser Aldegundistraße 21 und 23, abgerissen wurden, verlegten die Erben von Josef Giesen das Lokal wenige Meter weiter in die Häuser Holzgraben 1–9. Diese Lokalität diente im Jahr 1900 der Handwerkskammer Aachen im Rahmen ihrer Neugründung als Ort für ihre konstituierende Sitzung.

### Abriss
Seit 1932 waren die Häuser großer und kleiner Klüppel unbewohnt. Wegen Verkehrsbehinderungen erfolgte im Jahr 1934 und trotz des Protestes der Aachener Bevölkerung der Abriss dieser traditionsreichen Aachener Gebäude. An ihrer Stelle wurden dann neue Geschäftswohnhäuser erbaut.
Anstelle der ebenfalls in den 1890er Jahren abgerissenen Gaststätte Zum Neuen Klüppel am Holzgraben wurde ein neues Eckhaus und ein neues Restaurant errichtet, welches an dem Hotel Monopol grenzte und den Namen Zum Neuen Knüppel beibehielt. Auch diese Häuser existieren nicht mehr, stattdessen stehen dort ebenfalls neue Wohn- und Geschäftshäuser und aus dem Hotel Monopol wurde 1921 das alte Kino Monopol-Theater, welches ab 1951 als Bavaria-Kino weiter betrieben aber 2001 geschlossen wurde.

## Baubeschreibungen

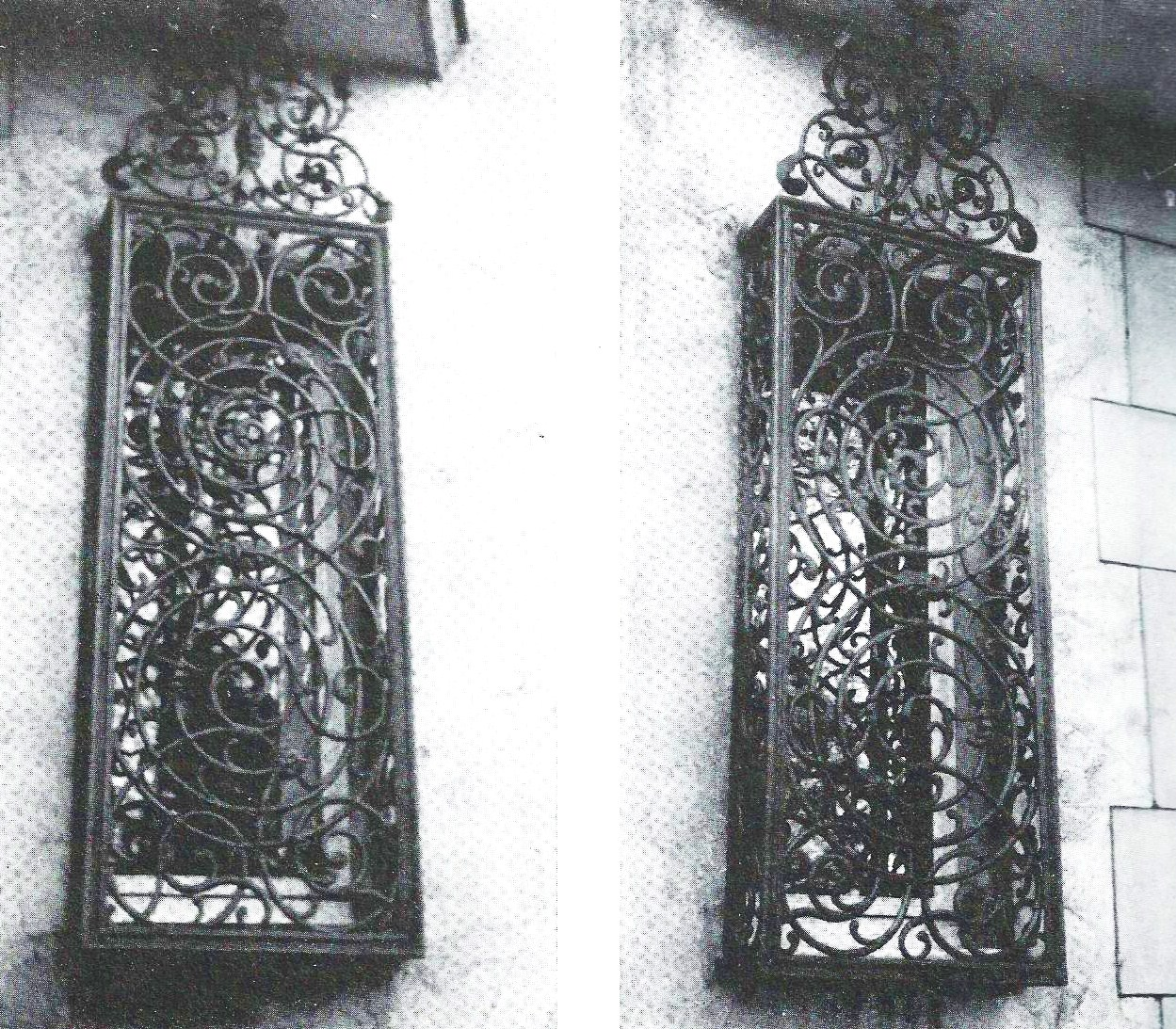
Schmiedeeiserne Fenstergitter am kleinen Klüppel Aachen

Der große Klüppel war außen und innen schmucklos und in einer massiven Bauweise ausgeführt. Er bestand 1497 aus Bruchsteinen, rhombusförmigen Quadern, einer Zinnenbekrönung und einem Stall. Mit Stall kann laut Macco an dieser Stelle ein Werkhaus gemeint sein. Seine Umfassungs- und Grundmauern waren 0,95 bis 1 m dick und sein hinterer Keller mit Kreuzgewölbe erbaut. Die Rückseite hatte als Verglasung drei Rundbogenfenster von 1,20 m Breite und 3 m Höhe mit kleinen Blei gefassten Scheiben, den Butzenscheiben. Die zwei straßenwärtigen Fenster im ersten Stock waren 1598 mit Wappen und Inschriften verziert und gehörten zu dem Raum neben dem Fleischsöller. Arnold wies auf die Besonderheit des Portals vom Klüppel Ursulinerstraße 17 hin. Die Seitenlisenen sind von vorspringenden Quadern durchschossen. Nach dem Stadtbrand von Aachen sind nur noch die Umfassungsmauern erhalten geblieben.
In dem Schlussstein über dem Torbogen des großen Klüppel war die Jahreszahl 1656 eingraviert. Dem Zweck entsprechend erfolgte der Wiederaufbau in ursprünglicher Einfachheit. Die Vorrichtung des großen Speicherfensters mit Flaschenzug schließt auf die Nutzung als Lagerräume.
Der kleine Klüppel erhielt nach dem Stadtbrand durch Zukauf eine größere Geländefläche und wurde mit lokalem Kunstschmiedewerk versehen. Dabei handelt es sich um zwei spiegelbildliche Fenstergitter von circa 0,70 m Breite, 20 cm Tiefe und 1,20 m Höhe und einem circa 40 cm hohen barocken Giebelaufsatz mit einer Maske zwischen rankenden Gitterblättern, seitlich je eine Blütenkelch-Darstellung und als Bekrönung eine Fruchtknospe zwischen vier großen Blättern aus schwerem groben Gusseisen. Der dargestellte Schmuck des Fenstergitters besteht aus zwei großen Spiralen mit einer größeren querliegenden Maske zwischen den Spiralen, die von rankenden Blätterstängeln gebildet werden und in die Ecken mit je einer kleinen Spirale auslaufen. Jede Spirale hat eine weitere Maske. Die untere ziert die Darstellung einer Meerjungfrau. Die beiden schmiedeeisernen kunstvollen Fenstergitter des kleinen Klüppels wurden nach dem Abriss der Klüppelhäuser beim Neubau des Hauses Eupener Straße 322 im Jahr 1930 als Spolien wiederverwendet. Diese wurden 1977 in das Denkmäler-Verzeichnis vom Landeskonservator Rheinland aufgenommen und sind derzeit noch erhalten.